# Joachim Maass (Schriftsteller)
Joachim Maass (* 11. September 1901 in Hamburg; † 15. Oktober 1972 in New York) war ein deutscher Schriftsteller und Lyriker.

## Leben
Maass war der Sohn des Kaufmanns Wilhelm Mass und dessen Ehefrau Martha Anna Moje. Sein Bruder war der spätere Schriftsteller Edgar Maass. Nachdem Maass 1920 das Abitur auf dem Johanneum (Gymnasium) erreicht hatte, trat er noch im selben Jahr als kaufmännischer Volontär in die väterliche Firma (Maaß &  Riege) ein. 1922 verbrachte Maass fast das gesamte Jahr in der Filiale in Lissabon und fand in diesem Jahr auch zur Schriftstellerei. Zurück in Hamburg trat er aus dem elterlichen Betrieb aus und ließ sich als freier Schriftsteller nieder.
1925 konnte Maass mit Völkische Poesie und moderne Lyrik Portugals debütieren; nebenbei war er in diesen Jahren auch als Redakteur der Vossischen Zeitung in Berlin tätig. Neben mehreren Beiträgen für die Kulturzeitschrift Der Kreis schrieb Maass ab 1926 hauptberuflich für das Feuilleton des Hamburger Fremdenblatts.
Maass gehörte zu dem Schriftstellerkreis, der sich um den Verleger Victor Otto Stomps und dessen 1926 gegründeten Verlag Rabenpresse bildete. Dazu gehörten Horst Lange und seine Frau Oda Schaefer, Peter Huchel, Werner Bergengruen, für kurze Zeit Bertolt Brecht, Walther G. Oschilewski, Robert Seitz, Jens Heimreich, Rolf Bongs, Werner Helwig, Eberhard Meckel und Hans Gebser, der als Philosoph Jean Gebser bekannt wurde.
Ungefähr ab 1936 konnte Maass von seinen Tantiemen leben. Er nutzte diese neue Unabhängigkeit, um in die USA zu reisen. Diese Reise nutzte er auch, um eine eventuelle Emigration für sich, wobei Maass selbst von den Nationalsozialisten nicht verfolgt war, aber die politische Situation in Deutschland als unerträglich empfand, und einige Freunde vorzubereiten. Darunter waren u. a. auch sein Mäzen und Psychiater Lothar Luft und dessen Ehefrau Maria Renée. Lufts Ehefrau wurde später die Lebensgefährtin von Maass. 1939 ging Maass dann „freiwillig“ ins Exil in die USA. Anfangs lebte er in recht bescheidenen Verhältnissen in New York. Durch Vermittlung der National Carl Schurz Association bekam Maass ab dem Wintersemester 1940 eine Anstellung als Dozent für deutsche Literatur am Mount Holyoke College in South Hadley, Massachusetts. Er bedankte sich dafür mit einer Biografie über Carl Schurz: Der unermüdliche Rebell.
Während dieser Jahre pflegte Maass enge Kontakte zu seinen Kollegen Martin Beheim-Schwarzbach, Carl Zuckmayer und Stefan Zweig sowie zu den Verlegern Gottfried Bermann-Fischer und Kurt Desch. Bermann-Fischer machte Maass im Herbst 1945 zum Mitherausgeber der Kulturzeitschrift Neue Rundschau des S. Fischer Verlags. Dieses Amt hatte Maass bis 1950 inne.
1952 veröffentlichte Maass sein erfolgreichstes Buch, Der Fall Gouffé. Anlässlich einer Buchpräsentation kehrte er im selben Jahr nach Hamburg zurück. Enttäuscht von der politischen wie von der künstlerischen Situation in Deutschland kehrte Maass 1954 nach New York zurück.
Seit 1947 krank, verschlechterte sich Maass’ Zustand mit der Zeit so sehr, dass er ab 1965 vollständig arbeitsunfähig war. Im Alter von 71 Jahren starb Maass im Oktober 1972 in New York.
Ein großes Vorbild für Joachim Maass war Thomas Mann, was man einigen Werken, gerade aus dem Frühwerk, durchaus anmerkt. Hermann Hesse und Stefan Zweig schätzten Maass als Kollegen und Freund. 

Bekannt wurde Maass durch seine 1937 erschienene Erzählung Der Schnee von Nebraska und seinen 1939 erschienenen Roman Ein Testament, eine von Fjodor Dostojewski beeinflusste Geschichte eines Hamburger Kriminalfalls. Im 1944 publizierten Roman Das magische Jahr beschreibt Maass seine Herkunft und Jugend.

## Auszeichnungen
1961 erhielt Maass zusammen mit Ilse Aichinger den Literaturpreis der Bayerischen Akademie der Schönen Künste Maass' Werk wurde als überzeugendes Beispiel dafür ausgezeichnet, "wie große Tradition ein ganz und gar neues und eigenes Werk hervorzubringen vermag. In der Fülle und Lebendigkeit seiner Sprache ist er nicht zu verwechseln...., Auseinandersetzungen zwischen Gut und Böse, deren äußerste Möglichkeiten uns mehr denn je vor Augen stehen, ist letzten Endes das Thema seines Werkes", in dem nichts Beiläufiges zu finden sei, nichts, was dem bloß Ästhetischen zuzurechnen wäre. "Er entläßt uns zugleich in Klarheit und Verzauberung".

## Mitgliedschaften
M. war auch Mitglied des PEN-Zentrums der Bundesrepublik Deutschland und der Freien Akademie der Künste in Hamburg, der Deutschen Akademie für Sprache und Dichtung in Darmstadt und der Bayerischen Akademie der Schönen Künste in München.

## Werke (Auswahl)
- Borbe (1934, Erzählung, Berlin, Rabenpresse)
- Auf den Vogelstraßen Europas (1935)
- Bohème ohne Mimi (1930)
- Der Schnee von Nebraska (1937)
- Stürmischer Morgen (1937)
- Das Eis von Cape Sabine (Hörspiel, UA 1965 NDR/BR, veröff.: 1965 in Die Stunde der Entscheidung)
- Der Fall Gouffé. Ein Roman in zwei Büchern (1952)
- Geheimwissenschaft der Literatur (1949)
- Kleist, die Fackel Preußens (1957)
- Kleist, die Geschichte seines Lebens (posthum 1977)
- Das magische Jahr (1945, Roman, Erstveröffentlichung 1944 auf Engl. The Magic Year)
- Schwarzer Nebel (Hörspiel, UA 1955 NWDR-Hamburg, veröff.: 1965 in Die Stunde der Entscheidung)
- Schwierige Jugend (1952)
- Die Stunde der Entscheidung. Drei Dramen (1965)
- Ein Testament (1939)
- Der unermüdliche Rebell (1949)
- Die unwiederbringliche Zeit (1935)
- Völkische Poesie und moderne Poesie Portugals (1925)
- Der Widersacher (1932)

## Nachweise
1. ↑   Eintrag "Maaß, Joachim" in Munzinger Online/Personen - Internationales Biographisches Archiv, URL: http://www.munzinger.de
2. ↑  https://gvk.k10plus.de/SET=1/TTL=1/SHW?FRST=4/PRS=HOL

| Personendaten    | Personendaten                        |
| ---------------- | ------------------------------------ |
| NAME             | Maass, Joachim                       |
| KURZBESCHREIBUNG | deutscher Schriftsteller und Lyriker |
| GEBURTSDATUM     | 11. September 1901                   |
| GEBURTSORT       | Hamburg                              |
| STERBEDATUM      | 15. Oktober 1972                     |
| STERBEORT        | New York City                        |